# 대한민국 금융감독위원회
금융감독위원회(金融監督委員會, Financial Supervisory Commission)는 금융 정책, 외국환 업무 취급 기관의 건전성 감독 및 금융 감독에 관한 사무를 담당하는 대한민국의 옛 중앙행정기관이다. 1998년 1월 1일 발족하였으며 2008년 2월 29일 금융위원회로 개편되면서 폐지되었다.

## 설치 근거 및 소관 업무
- 금융감독기구의설치등에관한법률 [법률 제5490호, 1997.12.31 제정] 제3조[1]

## 연혁
- 1998년 1월 1일 : 금육감독위원회를 설치.
- 2008년 2월 29일 : 금융감독위원회를 폐지하고 금융위원회를 신설.

## 조직
| - 감독법규관 ( 1999.12 ~ 2001.02 ) - 감독정책1국 ( 2001.02 ~ 2008.03 ) - 감독정책2국 ( 2001.02 ~ 2008.03 ) - 공보관 ( 2002.02 ~ 2005.04 ) | - 공보담당관 ( 1999.12 ~ 2002.02 ) - 구조개혁기획단 ( 1998.11 ~ 2000.12 ) - 국제협력과 ( 생성일 미상 ~ 2008.03 ) - 기획행정실 ( 1999.05 ~ 2008.03 ) | - 복합금융감독과 ( 생성일 미상 ~ 2008.03 ) - 의사운영팀 ( 생성일 미상 ~ 2008.03 ) - 조정협력관 ( 1999.12 ~ 2001.02 ) - 홍보관리관 ( 2005.04 ~ 2008.03 ) |

## 역대 정·부위원장

### 금융감독위원회 위원장[2]
| 정부        | 대수 | 이름           | 임기                             | 출신지                   | 출신학교 | 비고 |
| ----------- | ---- | -------------- | -------------------------------- | ------------------------ | -------- | --- |
| 국민의 정부 | 초대 | 이헌재(李憲宰) | 1998년 3월 1일 ~ 2000년 1월 12일 | 중국 상하이              | 서울대   | 증권관리위원회 상임위원&금융개혁위원회 위원&경제부총리&은행감독원장&증권감독원장                           |
| 국민의 정부 | 2대  | 이용근(李容根) | 2000년 1월 19일 ~ 2000년 8월 8일 | 전남 보성                | 고려대   | 재정경제원 본부국장&금융감독위원회 부위원장&아시아개발은행 이사                                            |
| 국민의 정부 | 3대  | 이근영(李瑾榮) | 2000년 8월 9일 ~ 2003년 3월 16일 | 충남 보령                | 고려대   | 국세청 조사국장&재무부 세제실장&한국투자신탁 사장&신용보증기금 이사장&한국산업은행 총재                    |
| 참여 정부   | 4대  | 이정재(李晶載) | 2003년 3월 17일 ~ 2004년 8월 3일 | 경북 영주                | 서울대   | 재무부 이재국장·정책국장&재정경제부 차관&공정거래위원회 사무처장&금융감독위원회 부위원장&예금보험공사 전무 |
| 참여 정부   | 5대  | 윤증현(尹增鉉) | 2004년 8월 4일 ~ 2007년 8월 3일  | 경남 마산 (현 경남 창원) | 서울대   | 세무대학장&기획재정부 장관                                                                                 |
| 참여 정부   | 6대  | 김용덕(金容德) | 2007년 8월 4일 ~ 2008년 3월 5일  | 전북 정읍                | 고려대   | 재정경제부 국제금융국장&관세청장&건설교통부 차관                                                           |

### 금융감독위원회 부위원장
| 정부        | 대수 | 이름           | 임기                               | 출신지                     | 출신학교 | 비고 |
| ----------- | ---- | -------------- | ---------------------------------- | -------------------------- | -------- | --- |
| 국민의 정부 | 초대 | 윤원배(尹源培) | 1998년 3월 8일 ~ 1999년 5월 25일   | 전남                       | 서울대   | 숙명여대 교수&경제정의실천시민연합 연구소장·정책위원회 위원장                                                       |
| 국민의 정부 | 2대  | 이용근(李容根) | 1999년 5월 25일 ~ 2000년 1월 18일  | 전남 보성                  | 고려대   | 재정경제원 본부국장&금융감독위원회 위원장&아시아개발은행 이사                                                       |
| 국민의 정부 | 3대  | 이정재(李晶載) | 2000년 1월 ~ 2000년 8월 11일       | 경북 영주                  | 서울대   | 재무부 이재국장·정책국장&재정경제부 차관&공정거래위원회 사무처장&금융감독위원회 위원장&예금보험공사 전무            |
| 국민의 정부 | 4대  | 정건용(鄭健溶) | 2000년 8월 11일 ~ 2001년 4월 2일   | 서울                       | 서울대   | 재정경제원 금융총괄심의관·금융정책국장·기획관리관&증권선물위원회 위원장&산업은행 총재                               |
| 국민의 정부 | 5대  | 유지창(柳志昌) | 2001년 4월 2일 ~ 2003년 3월 17일   | 전북 장수                  | 서울대   | 대통령비서실 금융비서관&재정경제부 금융정책국장&증권선물위원회 위원장&한국산업은행 총재&전국은행연합회장            |
| 참여 정부   | 6대  | 이동걸(李東傑) | 2003년 3월 17일 ~ 2004년 9월 1일   | 경북 안동                  | 서울대   | 증권선물위원회 위원장&한국금융원장&한국개발연구원 연구위원                                                          |
| 참여 정부   | 7대  | 양천식(梁天植) | 2004년 9월 1일 ~ 2006년 9월 8일    | 전북 전주                  | 서울대   | 대통령비서실 금융비서관&재정경제부 국제금융심의관&금융감독위원회 제2심의관&증권선물위원회 상임위원&한국수출입은행장 |
| 참여 정부   | 8대  | 김석동(金錫東) | 2006년 10월 2일 ~ 2007년 2월 9일   | 경남 부산 (현 경남과 분리) | 서울대   | 재정경제부 금융정책국장·차관보&재정경제부 제1차관&금융감독위원회 감독정책제1국장&금융위원회 위원장&금융정보분석원장 |
| 참여 정부   | 9대  | 윤용로(尹庸老) | 2007년 2월 9일 ~ 2007년 12월 21일  | 충남 예산                  | 한국외대 | 금융감독위원회 공보관·감독정책제2국장&증권선물위원회 상임위원&기업은행장&외환은행장                                 |
| 참여 정부   | 10대 | 이승우(李昇雨) | 2007년 12월 21일 ~ 2008년 2월 29일 | 강원 횡성                  | 서울대   | 대통령비서실 국민경제·경제정책비서관&재정경제부 경제정책국장·정책조정국장&예금보험공사 사장                         |